# ラテンキングス
ラテンキングス（英文表記:Latin Kings）あるいはオールマイティー・ラテンキング・アンド・クイーン・ネーション（英文表記:Almighty Latin King and Queen Nation）は、アメリカ合衆国イリノイ州シカゴに拠点を置き、全米に2万人の構成員をもつヒスパニック系のストリートギャング。主にジャマイカを始めとする中南米や南米からの武器・麻薬の密輸入や密売を行っている。シンボルカラーは黒色と金色（代用で黄色なども使用）、分布はアメリカ南部のテキサスやニューヨークなど。

## 概要
シカゴの二大ストリートギャング同盟の一つであるピープル・ネーションに所属している。ラテンキングスは元々シカゴの独立組織ロイヤル・キングス、インペリアルズ、コールター・キングス、マー・キングスによって結成されたプエルトリコ系を中心としたキューバ系やチカーノギャングの連合体であった。組織はアメリカ全土に広がり、1970年には犯罪、特に麻薬の売買に関わる個人が組織を支配しはじめる。それからはラテンアメリカ全体、そしてスペインにまで散らばった。
ラテンキングスは非常に凶悪で知られ、かつてマクドナルドにたむろし、入店禁止処分にされたメンバーが報復のため自動小銃を乱射し店長を殺害し、映画『カラーズ 天使の消えた街』で取り上げられた。事件を重く見たロサンゼルス市警察が専従捜査・取締班CRASH（Community Resources Against Street Hoodlums ― 街頭暴力対抗地域リソース）を設置する事態に発展した。（CRASHは騒動の沈静化に伴い廃止されている）
1996年には、アントニオ・「キング・トーン」・フェルアンデスがニューヨークのブラッドライン・ラテンキングスの新しいリーダーとなった。彼はラテンキングスを、団結と教育によってよりよい生活とコミュニティーを作るための、男性も女性も含めたブラザーフッドの組織として推進した。その目標のために、キング・トーンはメンバーのためのワークショップやカウンセリングなどをヒスパニックの組織の助けを借りて行なった。しかし、フェルアンデスがマスメディアを使ってラテンキングスの活動を宣伝したためにニューヨーク市警とブルックリン地区検事事務所はラテンキングスとフェルアンデスをターゲットにした。
ヒスパニックコミュニティのための組織として生まれ変わったラテンキングスを追ったドキュメンタリーBlack and Gold* が1999年に作られ、2004年には『The Almighty Latin King and Queen NationStreet Politics and the Transformation of a New York City Gang』 という研究書も出版されている。